# مردقوش شائع
المردكوش الوردي أو بردقوش، بردقوشة أو المَرْدَقُوش الشَّائِع أو المَرْدَقُوش الإِقْرِيطِيّ أو مردقوش أو الزعتر البري (الاسم العلمي: Origanum vulgare) هو نوع نباتي من جنس المردقوش الذي يتبع الفصيلة الشفوية.

## الموئل والانتشار
ينتشر في المغرب العربي وقبرص وتركيا ومعظم مناطق أوروبا والقوقاز.

## تركيب الزيت العطري
يحوي الزيت العطري لنبات المردقوش الشائع على مركب ثوجون في تركيبته.

## مرادفات للاسم العلمي
- (باللاتينية: Thymus origanum Kuntze)